# Ньюмаркет
 Ньюмаркет  (англ. Newmarket) — містечко в провінції Онтаріо у Канаді, центр регіонального муніципалітету Йорк. Ньюмаркет розташований за 45 км на північ від міста Торонто. Місто налічує 74 295 мешканців (2006).
Місто — частина промислового району, прозваного «Золотою підковою» (англ. Golden Horseshoe).

## Особливості
- «Золота підкова»

## Відомі люди
- Джон Кенді (1950—1994) — канадський комедійний актор
- Джим Керрі (* 1962) — канадсько-американський актор, продюсер, комік.